# Sorrento (Australie)
Pour les articles homonymes, voir Sorrento.
Sorrento est une ville côtière australienne située sur la péninsule de Mornington, dans l'État de Victoria, à 95 kilomètres au sud de Melbourne. En 2016, la ville comptait 1 592 habitants.
Connue pour sa plage, la ville accueille, en février 2020, le championnat du monde de planche à voile.